# Gens Àntia
La gens Àntia (en llatí Antia gens) va ser una gens romana que portava els cognomens Briso i Restio. Sembla que tenien força antiguitat. El seu nom era degut al fet que eren originaris d'Antium
Spurius Antius és l'única persona de la família que no apareix sota cap cognom.
La família va tenir pocs membres destacats. Es pot mencionar a:
- Luci Valeri Ànties, magistrat romà.
- Quint Valeri Ànties, historiador (no és segur que fos membre de la família).
- Marc Anti Crescens, governador de Britànnia al segle iii